# Walther Wrede
Walther Wrede (geboren am 5. Juni 1893 in Marburg; gestorben am 31. Dezember 1990 in Nagold) war ein deutscher Klassischer Archäologe.

## Leben
Wrede, Sohn des Germanisten Ferdinand Wrede, besuchte ab 1899 das Gymnasium Philippinum in Marburg bis zum Abitur 1911 und studierte anschließend Klassische Archäologie, Klassische Philologie und Alte Geschichte in Tübingen, Marburg und Berlin. Unterbrochen wurde sein Studium durch langjährigen Kriegsdienst und russische Gefangenschaft im Ersten Weltkrieg von 1914 bis 1919. So konnte er erst am 21. Juli 1921 mit der Arbeit Kriegers Abschied und Heimkehr in der griechischen Kunst I bei Paul Jacobsthal in Marburg promoviert werden, nachdem die Arbeit zuvor bereits als Preisschrift von der dortigen philosophischen Fakultät angenommen worden war.
1921 wurde er Lehrer an der Deutschen Schule in Athen, hier heiratete er im gleichen Jahr Grete Bartels aus Husum; von Herbst 1924 bis 1926 war er Leiter der Deutschen Schule in Thessaloniki. Seit Oktober 1926 war er Assistent an der Abteilung Athen des Deutschen Archäologischen Instituts. 1927 wurde er dessen Zweiter Direktor, 1928 erfolgte die Habilitation in Marburg. 1935 wurde er Landesgruppenleiter der für in Griechenland lebende Deutsche gegründeten Auslands-Organisation der NSDAP. Nach der Entlassung Georg Karos als Erster Direktor 1936 war als dessen Nachfolger Armin von Gerkan vorgesehen; doch gelang es Wrede, diese Ernennung zu hintertreiben. Dies geschah, indem die damals populäre Filmschauspielerin und -regisseurin Leni Riefenstahl zugunsten Wredes bei Goebbels intervenierte und dieser sich darauf an Hitler wandte. So wurde Wrede im März 1937 Erster Direktor der Abteilung Athen des DAI. Diese Vorgänge erregten damals in der Fachwelt erhebliches Aufsehen. Als ranghohes Parteimitglied sollte Wrede für eine Politisierung der durch das Institut in Athen vertretenen Funktionen sorgen. Zu archäologischen Forschungen kam er selbst kaum noch; sie wurden von seinen Assistenten Roland Hampe, Ernst Homann-Wedeking, Ulf Jantzen und Frank Brommer betrieben.
Durch die griechische Regierung unter Ministerpräsident Ioannis Metaxas wurden 1940 alle Ausgrabungen unterbrochen, auch die von Wrede beaufsichtigte Ausgrabung in Olympia. Nach der Besetzung Griechenlands im April 1941 wurden die Arbeiten zum Teil wieder aufgenommen. Den Einmarsch der deutschen Truppen in Griechenland feierte der überzeugte Nationalsozialist Wrede enthusiastisch und veröffentlichte 1942 Auszüge seines Tagebuchs im Jahrbuch der Auslands-Organisation der NSDAP, die dies zum Ausdruck brachten. Wrede war trotz seiner politischen Überzeugungen um korrektes Verhalten bemüht, insbesondere gegenüber den griechischen Behörden. Er sorgte mit dafür, dass das Amt Rosenberg seine illegal durchgeführten Ausgrabungen in Griechenland einstellen musste. Vom Januar bis Mai 1943 war Wrede „wegen schwerer Krankheit und zwecks Teilnahme an einer Tagung der Landesgruppenleiter der NSDAP“ in Deutschland, in dieser Zeit bewachte Erhart Kästner vom 6. April bis Ende Mai seine Villa in Psychiko und schrieb dort. Mit dem Abzug der Wehrmachttruppen im Herbst 1944 verließ auch Wrede, der zum Kriegsdienst eingezogen war, Griechenland.
Im November 1950 aus der Kriegsgefangenschaft in Jugoslawien entlassen, kam er in den Schwarzwald, wurde Beamter zur Wiederverwendung und am 1. Juli 1953 aus Gesundheitsgründen pensioniert. Wrede war damit einer der wenigen, in leitender Stellung tätigen Archäologen, die nach dem Krieg auf Grund ihrer NS-Tätigkeit keine Stelle mehr erhielten. Anschließend lebte er in Nagold und beschäftigte sich mit Botanik und als ehrenamtlicher Mitarbeiter mit der archäologischen Bodendenkmalpflege.

## Schriften (Auswahl)
- Kriegers Abschied und Heimkehr in der griechischen Kunst I. In: Jahrbuch der Philosophischen Fakultät in Marburg. Band 1, 1921, S. 55–60 (Auszug der Dissertation).
- Kriegers Ausfahrt in der archaisch-griechischen Kunst. In: Athenische Mitteilungen. Band 41, 1916 (gedruckt 1928), S. 222–374 (= Dissertation).
- mit Heinrich Wirsing, Karl Lehmann-Hartleben, Hans Möbius: Untersuchungen an griechischen Theatern. Bayerische Akademie der Wissenschaften, München 1928.
- Attische Mauern. Deutsches Archäologisches Institut, Athen 1933.
- Attika. Deutsches Archäologisches Institut, Athen 1934.